# Liste des séries parues dans le Monthly Shōnen Rival
Cette page annexe liste l'ensemble des séries de manga étant ou ayant été prépubliées dans le magazine mensuel Monthly Shōnen Rival de l'éditeur Kōdansha.

## Mode d'emploi et cadre de recherche
- Le tableau est triable.
  - Le tableau est, par défaut, affiché dans l'ordre d'apparition. Les 1re et 5e colonnes (« No  » et « Première publication ») trient dans le même ordre.
  - Les séries en cours apparaissent en fin de tableau si le tri est effectué selon la 6e colonne. Elles sont triées entre elles par ordre de première publication.
  - Des clés de tri en hiragana sont utilisées pour la 2de colonne.
  - Les 7e et 8e colonnes disposent d'un système de clés de tri afin de ne pas avoir de diacritique.
- Les 5e et 6e colonnes sont sous la forme « aaaa.nn » où « aaaa » désigne l'année et « nn » le numéro de la publication à prendre en compte.
  - S'il s'agit d'un numéro double, il apparait sous la forme « aaaa.nn/NN » où NN désigne le second numéro.
  - Une balise d'appel de références est automatiquement créée pour chaque année utilisée dans le tableau, il est toutefois nécessaire de créer la référence correspondante en fin de page.
- Deux couleurs sont utilisées dans le tableau pour signaler les manga en cours de publication lors de la dernière mise à jour :

|  | Manga en cours de publication le 15 septembre 2013 ; |

|  | Manga transféré dans un autre magazine et encore en cours de publication le 15 septembre 2013. |

- La 4e colonne (« Titre français ») n'est remplie que s'il existe un titre officiel en français choisi par un éditeur francophone.
- Les liens vers les articles en français se font dans la 4e colonne si elle est remplie, dans la 3e sinon.
- Les liens vers les articles en japonais n'existent que si l'article existe.
- Chaque année, groupe de hiragana ou lettre dispose d'une ancre. Après avoir trié selon ses désirs le tableau, il est possible de faire une recherche grâce au cadre ci-dessous.

| Type                    | Type                    | Liens                                                                                                 | Pour les colonnes                                                                           |
| ----------------------- | ----------------------- | --- | ------------------------------------------------------------------------------------------- |
| Par ordre chronologique | Par ordre chronologique | - 2008 - 2009 - 2010 - 2011 - 2012 - 2013                                                             | No , Première publication, Dernière publication                                             |
| Par ordre chronologique | Par ordre chronologique | En cours                                                                                              | Dernière publication                                                                        |
| Titre                   | Par ordre numérique     | 0 à 9                                                                                                 | Titre japonais, Transcription, Traduction, Titre français, Auteur (dessinateur), Scénariste |
| Titre                   | Par ordre syllabaire    | - あ - か - さ - た - な - は - ま - や - ら - わ - ん                                                | Titre japonais                                                                              |
| Titre                   | Par ordre alphabétique  | - A - B - C - D - E - F - G - H - I - J - K - L - M N - O - P - Q - R - S - T - U - V - W - X - Y - Z | Transcription, Traduction, Titre français, Auteur (dessinateur), Scénariste                 |

## Liste
Les dates des séries sont issues du site de la Kōdansha et de la page wikipédia japonaise.
| No     | Titre japonais                            | Transcription                                         | Titre français       | Première publication | Dernière publication | Auteur (Dessinateur) | Scénariste                   |
| ------ | ----------------------------------------- | ----------------------------------------------------- | -------------------- | -------------------- | -------------------- | -------------------- | ---------------------------- |
| 000 c  | んんん                                    | zzzzz                                                 | 2008                 | 2008.00              | 2008.00              | zzzzz                | zzzzz                        |
| 001    | アンカサンドラ                            | Ann Cassandra                                         | —                    | 2008.05              | 2008.12              | Gumi Amashi          | Gorō Hifumishi               |
| 002    | 葵さまがイかせてアゲル♥                   | Aoisama ga ikasete ageru                              | —                    | 2008.05              | 2009.09              | Kiki Suihei          | —                            |
| 003    | ブレイザードライブ                        | Blazer Drive                                          | Blazer Drive         | 2008.05              | 2011.02              | Seishi Kishimoto     | —                            |
| 004    | 江戸川ジョージ                            | Edogawa George                                        | —                    | 2008.05              | 2009.04              | Yūichirō Omae        | —                            |
| 005    | エンマ                                    | Enma                                                  | Enma                 | 2008.05              | 2010.12              | Saki Nonoyama        | Kei Tsuchiya                 |
| 006    | ギャル男 THE 爆誕!                        | Gyaruo the bakutan!                                   | —                    | 2008.05              | 2010.01              | Amagi Nakamura       | —                            |
| 007    | ホーリートーカー                          | Holy talker                                           | —                    | 2008.05              | —                    | Rando Ayamine        | —                            |
| 008    | ほんとにあった!霊媒先生                   | Honto ni atta! Reibai-sensei                          | —                    | 2008.05              | —                    | Hidekichi Matsumoto  | —                            |
| 009    | いますぐクリック!                         | Imasugu kurikku!                                      | —                    | 2008.05              | —                    | Takeru Nagayoshi     | —                            |
| 010    | 機械少年メカボーイ                        | Kikai shōnen megaboy                                  | —                    | 2008.05              | 2009.03              | Nobuhiro Kawanishi   | —                            |
| 011    | きつねのよめいり                          | Kitsune no yomeiri                                    | —                    | 2008.05              | 2011.08              | Satoshi Takagi       | —                            |
| 012    | クロオビ!隼太                             | Kuroobi! Hayata                                       | —                    | 2008.05              | 2011.03              | Kazuya Sakuta        | —                            |
| 013    | 名探偵パシリくん!                         | Meitantei Pashiri-kun!                                | —                    | 2008.05              | 2009.05              | Tamako Umi           | Wain Hinamatsuri             |
| 014    | モンスターハンター オラージュ             | Monster Hunter Orage                                  | Monster Hunter Orage | 2008.05              | 2009.06              | Hiro Mashima         | Capcom                       |
| 015    | 弟キャッチャー俺ピッチャーで!             | Otōto catcher ore pitcher de!                         | —                    | 2008.05              | —                    | Shinji Tonaka        | —                            |
| 016    | シネマルくん                              | Shinemaru kun                                         | —                    | 2008.05              | 2010.07              |                      | —                            |
| 017    | 絶対博士コーリッシュ                      | Zettai hakase kolisch                                 | —                    | 2008.05              | 2011.01              | Yuki Kobayashi       | —                            |
| 018    | むこうがわのまさか                        | Mukōgawa no masaka                                    | —                    | 2008.06              | 2009.01              | Amadori              | —                            |
| 019    | 真島組ハンター三國シンの狩人生活          | 0                                                     | —                    | 2008.06              | 2009.06              |                      | —                            |
| 020    | ランスロットフルスロットル                | Lancelot Full Throttle                                | —                    | 2008.07              | 2009.03              | Taro Dynamic         | —                            |
| 021    | アウトコード 超常犯罪特務捜査官           | ōt Code                                               | —                    | 2008.08              | 2009.09              | Karin Suzuragi       | Haruhiko Himenogi            |
| 022    | キミタカの当破!                           | Kimitaka no ateru!                                    | —                    | 2008.08              | 2009.04              | Tatsuya Kaneda       | —                            |
| 023    | 禍霊ドットコム                            | Magatsuhi Dot Com                                     | —                    | 2008.09              | 2009.09              | Sōda Inui            | Kazumasa Mori                |
| 024    | MAGiCO                                    | Magico                                                | —                    | 2008.09              | —                    | Chikara Sakuma       | —                            |
| 025    | アイドルマスターブレイク!                 | The Idolm@ster Break!                                 | —                    | 2008.10              | 2010.11              | Takuya Fujima        | Bandai Namco Games           |
| 026    | BUSTER KEEL!                              | Buster Keel!                                          | Buster Keel !        | 2008.11              | 2012.08              | Kenshirō Sakamoto    | —                            |
| 023 c  | んんん                                    | zzzzz                                                 | 2009                 | 2009.00              | 2009.00              | zzzzz                | zzzzz                        |
| 027    | つむじVS.                                 | Tsumuji VS                                            | —                    | 2009.01              | 2009.06              | Yoichi Tomoyasu      | —                            |
| 028    | AKATSUKI -朱憑-                           | Akatsuki                                              | —                    | 2009.02              | 2012.01              | Motoki Koide         | —                            |
| 029    | Spray King                                | Spray King                                            | —                    | 2009.02              | 2010.02              | Shin Mikuni          | —                            |
| 030    | シカバネ13号                              | Shikabane 13 gō                                       | —                    | 2009.04              | 2009.12              | Tamago Marui         | —                            |
| 031    | HOOPE!                                    | Hoope!                                                | —                    | 2009.05              | 2010.06              | Sawatake             | —                            |
| 032    | FLAGS                                     | Flags                                                 | —                    | 2009.06              | 2010.01              | Satoshi Ueda         | —                            |
| 033    | クロス・ウィーバー                        | Cloth Weaver                                          | —                    | 2009.09              | 2009.11              | Masayuki Akai        | —                            |
| 034    | 生徒会長ちょけTENG                        | Seito kaichō choke teng                               | —                    | 2009.10              | 2010.10              | Shōta Hamada         | —                            |
| 035    | GOD EATER -救世主の帰還-                  | God Eater - Kyūseishu no kikan                        | —                    | 2009.12              | 2011.12              | Eiji Karasuyama      | Bandai Namco Games           |
| 032 c  | んんん                                    | zzzzz                                                 | 2010                 | 2010.00              | 2010.00              | zzzzz                | zzzzz                        |
| 036    | あしたのファミリア                        | Ashita no familia                                     | —                    | 2010.01              | —                    | Akihiko Higuchi      | —                            |
| 037    | おおかみかくし 滅紫の章                   | Ōkami kakushi – Keshi murasaki no shō                 | —                    | 2010.02              | 2010.12              | Kuroko Yabuguchi     | Konami Digital Entertainment |
| 038    | お結び♥ちょめっつ!                        | Omusubi chomettsu!                                    | —                    | 2010.02              | 2010.10              | Renji Hoshi          | —                            |
| 039    | ヘルズキッチン                            | Hell's Kitchen                                        | Hell's Kitchen       | 2010.03              | —                    | Gumi Amashi          | Mitsuru Nishimura            |
| 040    | OTHELLO 〜オセロ〜                        | Othello                                               | —                    | 2010.04              | 2010.11              | Yōichi Tsukamoto     | —                            |
| 041    | ラブプラス Manaka Days                    | LovePlus: Manaka Days                                 | —                    | 2010.05              | 2011.03              | Mikami Akitsu        | Konami Digital Entertainment |
| 042    | 岡崎慎司物語                              | Shinji okazaki monogatari                             | —                    | 2010.05              | 2010.06              | Chikara Sakuma       | Chikara Sakuma               |
| 043    | Dragon Nest -瞬撃のセド-                  | Dragon Nest: Shungeki no Sedo                         | —                    | 2010.07              | 2011.05              | Tatsubon             | EYEDENTITY GAMES             |
| 044    | サムライ・ラガッツィ -戦国少年西方見聞録- | Samurai ragazzi – Sengoku shōnen seihō kenbunroku     | —                    | 2010.08              | —                    | Tatsuya Kaneda       | —                            |
| 045    | LAST RANKER -Be The Last One-             | Last Ranker - Be the Last One                         | —                    | 2010.10              | 2011.11              | Satoshi Ueda         | Capcom                       |
| 046    | ダブルヒロイン                            | Dōble Heroine                                         | —                    | 2010.12              | 2012.07              | Hiroyuki Tamakoshi   | Ōji Hiroi                    |
| 043 c  | んんん                                    | zzzzz                                                 | 2011                 | 2011.00              | 2011.00              | zzzzz                | zzzzz                        |
| 047    | アウトライヴ                              | Outlive                                               | —                    | 2011.01              | 2011.07              | Naotake Saitō        | —                            |
| 048    | ぶろおど!                                 | Buroodo!                                              | —                    | 2011.03              | 2011.09              | Tomoe Kasahara       | —                            |
| 049    | 幻獣坐                                    | Genjūza                                               | —                    | 2011.04              | 2012.08              | Satoshi Shiki        | Gakuto Mikumo                |
| 050    | 神☆ヴォイス                               | Kami Voice                                            | —                    | 2011.05              | 2012.01              | Kuroko Yabuguchi     | Yoshiki Sakurai              |
| 051    | なぜ東堂院聖也16歳は彼女が出来ないのか?   | Naze tōdōin masaya 16-sai wa kanojo ga dekinai no ka? | —                    | 2011.06              | —                    | Kanta Mogi           | Shuya Uchino                 |
| 052    | 天審 〜WORLD WAR ANGEL〜                  | Tenjin - World War Angel                              | —                    | 2011.06              | 2012.09              | Ran Kuze             | Masaya Hokazono              |
| 053    | エースの系譜                              | Ace no keifu                                          | —                    | 2011.07              | 2012.08              | Aguri Kurita         | Natsumi Iwasaki              |
| 054    | ドールズ フォークロア                     | Doll's Folklore                                       | —                    | 2011.09              | 2012.10              | Tasuku Karasuma      | —                            |
| 055    | アポカリプスの砦                          | Apocalypse no toride                                  | —                    | 2011.10              | —                    | Kazu Inabe           | Yū Kuraishi                  |
| 056    | 彼女がフラグをおられたら                  | Kanojo ga flag o oraretara                            | —                    | 2011.12              | —                    | Cuteg                | Takei Touka                  |
| 053 c  | んんん                                    | zzzzz                                                 | 2012                 | 2012.00              | 2012.00              | zzzzz                | zzzzz                        |
| 057    | 紅の狼と足枷の羊                          | Kurenai no ōkami to ashikase no hitsuji               | —                    | 2012.01              | 2013.03              | Seishi Kishimoto     | —                            |
| 058    | BQ cooking!                               | BQ Cooking!                                           | —                    | 2012.02              | 2012.10              | Amagi Nakamura       | —                            |
| 059    | どん部り!                                 | Donburi!                                              | —                    | 2012.02              | 2012.09              | Sukemitsu Hondō      | —                            |
| 060    | メイの名探偵                              | Mei no meitantei                                      | —                    | 2012.02              | 2012.09              | Shin Matsu           | —                            |
| 061    | のっとれ小松銀座商店街                    | Nottore komatsu ginza shōtengai                       | —                    | 2012.02              | 2013.01              | Kumichō K            | —                            |
| 062    | 月刊マエダ                                | Gekkan maeda                                          | —                    | 2012.02              | 2013.01              | Hisashi Maeda        | —                            |
| 063    | 魔王ベルフェゴール                        | Maō Belphegor                                         | —                    | 2012.02              | —                    | Ryōichi Yokokama     | —                            |
| 064    | ももプロZ                                 | Momo pro z                                            | —                    | 2012.03              | —                    | Tetsuya Kojō         | —                            |
| 065    | 竜の翼に君をのせて!                       | Ryū no tsubasa ni kimi o nosete!                      | —                    | 2012.04              | 2013.02              | Kōsuke Terada        | —                            |
| 066    | 亡国のジークフリート                      | Bōkoku no Siegfried                                   | —                    | 2012.05              | —                    | Yoshikazu Amane      | —                            |
| 067    | 二度見ノート                              | Nidomi note                                           | —                    | 2012.05              | 2013.01              | Yasunori Ishihara    | —                            |
| 068    | 江戸天魔録 春と神                         | Edo tenmaroku: Haru to kami                           | —                    | 2012.09              | —                    | Yuki Kobayashi       | —                            |
| 069    | かぐやと宇宙の秘密                        | Kaguya to uchū no himitsu                             | —                    | 2012.10              | —                    | Nobuhiro Kawanishi   | —                            |
| 070    | ミッドガルドの守護者                      | Midgard no Shugosha - Re-Birth of Norse Mythology     | —                    | 2012.11              | —                    | Wataru Nadatani      | —                            |
| 067 c  | んんん                                    | zzzzz                                                 | 2013                 | 2013.00              | 2013.00              | zzzzz                | zzzzz                        |
| 071    | 桃の魔術師                                | Momo no majutsushi                                    | —                    | 2013.01              | —                    | Shigemitsu Harada    | Tsukasa Araki                |
| 072    | バロンドォォォォォル!!                    | Barondooooooru!!                                      | —                    | 2013.02              | 2013.09              | Takashi Yotsuya      | —                            |
| 073    | サクラサク症候群                          | Sakurasaku Shōkōgun                                   | —                    | 2013.03              | —                    | Renji Hoshi          | —                            |
| 074    | GUMI from Vocaloid                        | Gumi from Vocaloid                                    | —                    | 2013.04              | —                    | Enji Tetsuta         | —                            |
| 075    | 動物探偵まどかの推理日誌                  | Dōbutsu tantei Madoka no suiri nisshi                 | —                    | 2013.05              | —                    | Keisuke Satō         | Masaru Miyazaki              |
| 076    | かえるのおっさん                          | Kaeru no ossan                                        | —                    | 2013.05              | —                    | Zenyuu Shimabukuro   | —                            |
| 077    | たけだけだけ -武田家限定-                 | Take dake dake! - Takedakei gentei                    | —                    | 2013.07              | —                    | Tomoe Kasahara       | —                            |
| 078    | しー・おー・ちゅー                        | Shiochu                                               | —                    | 2013.10              | —                    | Sesuna Mikabe        | —                            |
| 996 01 | んんん                                    | zzzzz                                                 | En cours             | 9996.01              | 9996.1968 00         | zzzzz                | zzzzz                        |
| 997 01 | 00000                                     | 00000                                                 | 0-9                  | 9997.01              | 9997.01              | 00000                | 00000                        |
| 998 01 | あ                                        | zzzzz                                                 | あ à お              | 9998.01              | 9998.01              | zzzzz                | zzzzz                        |
| 998 02 | か                                        | zzzzz                                                 | か à こ              | 9998.02              | 9998.02              | zzzzz                | zzzzz                        |
| 998 03 | さ                                        | zzzzz                                                 | さ à そ              | 9998.03              | 9998.03              | zzzzz                | zzzzz                        |
| 998 04 | た                                        | zzzzz                                                 | た à と              | 9998.04              | 9998.04              | zzzzz                | zzzzz                        |
| 998 05 | な                                        | zzzzz                                                 | な à の              | 9998.05              | 9998.05              | zzzzz                | zzzzz                        |
| 998 06 | は                                        | zzzzz                                                 | は à ほ              | 9998.06              | 9998.06              | zzzzz                | zzzzz                        |
| 998 07 | ま                                        | zzzzz                                                 | ま à も              | 9998.07              | 9998.07              | zzzzz                | zzzzz                        |
| 998 08 | や                                        | zzzzz                                                 | や à よ              | 9998.08              | 9998.08              | zzzzz                | zzzzz                        |
| 998 09 | ら                                        | zzzzz                                                 | ら à ろ              | 9998.09              | 9998.09              | zzzzz                | zzzzz                        |
| 998 10 | わ                                        | zzzzz                                                 | わ à を              | 9998.10              | 9998.10              | zzzzz                | zzzzz                        |
| 998 11 | ん                                        | zzzzz                                                 | ん                   | 9998.11              | 9998.11              | zzzzz                | zzzzz                        |
| 999 01 | んんん                                    | A                                                     | A                    | 9999.01              | 9999.01              | A                    | A                            |
| 999 02 | んんん                                    | B                                                     | B                    | 9999.02              | 9999.02              | B                    | B                            |
| 999 03 | んんん                                    | C                                                     | C                    | 9999.03              | 9999.03              | C                    | C                            |
| 999 04 | んんん                                    | D                                                     | D                    | 9999.04              | 9999.04              | D                    | D                            |
| 999 05 | んんん                                    | E                                                     | E                    | 9999.05              | 9999.05              | E                    | E                            |
| 999 06 | んんん                                    | F                                                     | F                    | 9999.06              | 9999.06              | F                    | F                            |
| 999 07 | んんん                                    | G                                                     | G                    | 9999.07              | 9999.07              | G                    | G                            |
| 999 08 | んんん                                    | H                                                     | H                    | 9999.08              | 9999.08              | H                    | H                            |
| 999 09 | んんん                                    | I                                                     | I                    | 9999.09              | 9999.09              | I                    | I                            |
| 999 10 | んんん                                    | J                                                     | J                    | 9999.10              | 9999.10              | J                    | J                            |
| 999 11 | んんん                                    | K                                                     | K                    | 9999.11              | 9999.11              | K                    | K                            |
| 999 12 | んんん                                    | L                                                     | L                    | 9999.12              | 9999.12              | L                    | L                            |
| 999 13 | んんん                                    | M                                                     | M                    | 9999.13              | 9999.13              | M                    | M                            |
| 999 14 | んんん                                    | N                                                     | N                    | 9999.14              | 9999.14              | N                    | N                            |
| 999 15 | んんん                                    | O                                                     | O                    | 9999.15              | 9999.15              | O                    | O                            |
| 999 16 | んんん                                    | P                                                     | P                    | 9999.16              | 9999.16              | P                    | P                            |
| 999 17 | んんん                                    | Q                                                     | Q                    | 9999.17              | 9999.17              | Q                    | Q                            |
| 999 18 | んんん                                    | R                                                     | R                    | 9999.18              | 9999.18              | R                    | R                            |
| 999 19 | んんん                                    | S                                                     | S                    | 9999.19              | 9999.19              | S                    | S                            |
| 999 20 | んんん                                    | T                                                     | T                    | 9999.20              | 9999.20              | T                    | T                            |
| 999 21 | んんん                                    | U                                                     | U                    | 9999.21              | 9999.21              | U                    | U                            |
| 999 22 | んんん                                    | V                                                     | V                    | 9999.22              | 9999.22              | V                    | V                            |
| 999 23 | んんん                                    | W                                                     | W                    | 9999.23              | 9999.23              | W                    | W                            |
| 999 24 | んんん                                    | X                                                     | X                    | 9999.24              | 9999.24              | X                    | X                            |
| 999 25 | んんん                                    | Y                                                     | Y                    | 9999.25              | 9999.25              | Y                    | Y                            |
| 999 26 | んんん                                    | Z                                                     | Z                    | 9999.26              | 9999.26              | Z                    | Z                            |